# Baby, come to me
Baby, come to me is een single van Patti Austin. Het is afkomstig van haar album Every home should have one. Het lied is geschreven door Rod Temperton, die later voor Michael Jackson Thriller (ook onder leiding van Quincy Jones) zou schrijven. Het is een lied in de vorm van een duet tussen man en vrouw. De man in kwestie werd James Ingram. Op de achtergrond zong Michael McDonald zijn partijtje mee.
De single verscheen voor het eerst in 1982. Het behaalde toen maar een “schamele” 73e plaats in de Billboard Hot 100. De single sloeg toch ergens aan, want was ineens te horen tijdens de soap General Hospital. Het televisiestation ABC speelde vervolgens de vele vragen over dat nummer door naar Warner Brothers, die daarop het nummer opnieuw uitbracht. Het werd toen een nummer 1-hit in diezelfde Billboard.
Van het nummer zijn een handvol covers bekend, onder andere van Shirley Bassey en Laura Fygi. Die laatste zong het onder meer met René Froger.

## Hitnotering
In het Verenigd Koninkrijk sloeg de single noch de elpee aan.

### Nederlandse Top 40
| Positie: | 28 | 17 | 6 | 5 | 8 | 20 | 26 | 40 | uit |

### NederlandseDaverende 30
| Positie: | 24 | 11 | 9 | 10 | 14 | 22 | 28 | uit |

### BelgischeBRT Top 30
| Positie: | 27 | 15 | 17 | 15 | 15 | uit |

### VlaamseUltratop 30
| Positie: | 30 | 17 | 13 | 10 | 10 | 28 | uit |

### NPO Radio 2 Top 2000
| Nummer met noteringen in de NPO Radio 2 Top 2000 | '99  | '00  |
| ------------------------------------------------ | ---- | ---- |
| Baby, Come to Me                                 | 1969 | 1981 |

1. ↑  Een vetgedrukt getal geeft de hoogste notering aan.
2. ↑  Deze tabel is bijgewerkt tot en met de laatste editie (2024).